# Huayllabamba (Sihuas)
Distrito peruano de Huayllabamba é um dos dez distritos da Província de Sihuas, situada na região de Ancash.

## Transporte
O distrito de Huayllabamba é servido pela seguinte rodovia:
- PE-12B, que liga a cidade ao distrito de Tayabamba (Região de La Libertad)
- PE-12A, que liga a cidade de La Pampa ao distrito de Uchiza (Região de San Martín) [2][3][4]